# Negbina
Negbina (Servisch cyrillisch Негбина) is een plaats in de Servische gemeente Nova Varoš. De plaats telt 475 inwoners (2002).